# Norway (schip, 1962)
De SS Norway was een cruiseschip van Norwegian Cruise Line. Het schip is in 1961 als oceaanlijner gebouwd als de France bij Chantiers de l'Atlantique. Het schip was met 316 m tot aan de bouw van de Queen Mary 2 het langste passagiersschip ter wereld.

## Sloop
In 2003 werd de Norway uit dienst genomen na de ontploffing van een stoomketel. Het schip werd in Bremerhaven opgelegd, totdat het in 2005 onder valse voorwendselen naar Alang in India werd gesleept. Dit bleek te zijn gedaan om de strenge milieuwetgeving omtrent de sloop van schepen en de daarbij vrijkomende stoffen in Europa te omzeilen. Het schip werd op een strand gevaren om te worden gesloopt zonder eerst van giftige stoffen te zijn ontdaan. Op 11 september 2007 heeft het Hooggerechtshof van India de sloop ondanks de grote hoeveelheden asbest aan boord goedgekeurd.